# Jean-Baptiste Ama
Jean-Baptiste Ama (* 20. August 1926 in Koundou; † 29. Februar 2004) war ein kamerunischer Geistlicher und römisch-katholischer Bischof von Ebolowa-Kribi.

## Leben
Jean-Baptiste Ama und empfing am 4. Juni 1955 die Priesterweihe.
Papst Paul VI. ernannte ihn am 12. Dezember 1974 zum Weihbischof in Yaoundé und Titularbischof von Accia. Der Erzbischof von Yaoundé, Jean Zoa, spendete ihm am 2. Februar des nächsten Jahres die Bischof; Mitkonsekratoren waren Erzbischof Sergio Pignedoli, Sekretär der Kongregation für die Evangelisierung der Völker, und Emmanuel Kiwanuka Nsubuga, Erzbischof von Kampala.
Am 22. Juli 1983 wurde er von Papst Johannes Paul II. zum Bischof von Sangmélima ernannt. Der Papst ernannte ihn am 20. Mai 1991 zum ersten Bischof des mit gleichem Datum errichteten Bistums Ebolowa-Kribi. Am 15. März 2002 nahm Johannes Paul II. seinen altersbedingten Rücktritt an.